# 蒙古第二次入侵高丽
蒙古第二次入侵高丽，元太宗四年（1232年）六月至十二月，蒙古帝国第二次进攻高丽王朝的作战。
蒙古第一次入侵高丽留下达鲁花赤等72人驻守开城，高丽高宗十九年（1232年）六月，高丽武人领袖崔瑀杀死都城的达鲁花赤，在全国各地驱杀蒙古官员。投降蒙古的高丽人洪福源遣使报告蒙古帝国。元太宗再派撒禮塔领兵万余讨高丽，蒙古第二次攻高丽。崔瑀挟国王高宗及州县百姓从松都（今开城）迁往江华岛，以防卫蒙古的入侵。洪福源招集民兵数千跟随蒙古。高丽军连战连败，蒙古一直打到朝鲜半岛的南端。蒙古却无法攻占江华岛，十二月，撒礼塔在龙仁中流矢亡（一说被一名高丽僧人暗杀）。蒙古副将帖哥引兵撤退回师蒙古。洪福源留守高丽，负责安抚降民，高丽高宗遣使请罪。但不肯臣服于蒙古。高丽高宗二十年（1233年）五月，蒙古诏谕高丽王悔过入朝，数其五罪，高宗决意反抗，十月，派兵收复已投降于蒙古的西京平壤等处降民，劫夺了高丽军民长官洪福源的家。